# Fernand Crommelynck
Ferdynand Crommelynck (ur. 19 listopada 1886 w Brukseli, zm. 17 marca 1970 w Saint-Germain-en-Laye) – belgijski pisarz i dramaturg.

## Życiorys
Jego rodzice – ojciec Belg, matka Francuzka – byli aktorami. Crommelynck już jako dziecko zdecydował, że pójdzie w ich ślady: chciał zarówno pisać sztuki i grać w przedstawieniach. Swój projekt zaczął realizować od pracy aktora. Jego pierwszy dramat, jednoaktówka pod tytułem Nous n'irons plus au bois, został wystawiony w Brukseli, w 1906, z nim samym w jednej z ról.
Kolejne jego sztuki grane były na scenach w Brukseli i w Paryżu. Widać w nich wyraźne wpływy ekspresjonizmu niemieckiego i flamandzkiej wyobraźni.
Crommelynck zajmował się również filmem. Zagrał kilka ról w filmach, które uznano za najważniejsze dzieła rodzącej się kinematografii belgijskiej (m.in. u Alfreda Machina).
Pisał również artykuły, poświęcone sztuce, w szczególności teatrowi.

## Twórczość
Głównym rekwizytem teatru Crommelyncka jest maska. Postaci – często pozornie przeciętne osoby, przedstawiane w sposób konwencjonalny – okazują się niepospolici, często przerażający, niekiedy śmieszni. Pod maską zwyczajności skrywają swe prawdziwe oblicza. Dopiero skrajne doświadczenia i sytuacje wydobywają na wierzch ich osobowości. Dlatego krytycy umieszczają teatr Crommelyncka między dramatem symbolistycznym Maurice’a Maeterlincka, a teatrem nadrealistycznym Michela de Ghelderode’a. Widać u niego wyraźnie antynomię gra – życie, fałsz – prawda.

## Dzieła
- Le Sculpteur des masques (1908)
- Le Marchand de regrets (1913)
- Le Cocu Magnifique (1921)
- Les Amants puérils (1921)
- Carine ou la jeune fille folle de son Ame (1929)
- Tripes d’or (1930)
- Le Cadavre no 5 (1932)
- Une Femme qu'a le Coeur trop Petit (1934)
- Chaud et Froid (1934)